# Кім Коллінз
Кім Коллінз (англ. Kim Collins; нар. 5 квітня 1976) — легкоатлет Сент-Кіттс і Невісу, який спеціалізувався в бігу на короткі дистанції.

## Спортивні досягнення
Фіналіст олімпійських забігів на 100 метрів (6-е місце 2000 року та 7-е місце 2004 року) та 200 метрів (6-е місце 2008 року). Також брав участь у спринтерських дисциплінах на Олімпіадах 1996 та 2016 років, де до фінальних забігів потрапити не вдавалось.
Чемпіон світу (2003) та бронзовий призер чемпіонатів світу (2005, 2011) з бігу на 100 метрів. Бронзовий призер чемпіонатів світу з бігу на 200 метрів (2001) та в естафеті 4×100 метрів (2011). Фіналіст (5-е місце) у бігу на 100 метрів на чемпіонаті світу 2001 року.
Дворазовий срібний призер чемпіонатів світу в приміщенні з бігу на 60 метрів (2003, 2008). Фіналіст (8-е місце) у бігу на 60 метрів на чемпіонаті світу в приміщенні 2016 року.
Переможець в естафеті 4×100 метрів на Континентальному кубку ІААФ (2014). Срібний призер Кубка світу ІААФ у бігу на 100 метрів на в естафеті 4×100 метрів (2002). Бронзовий призер в естафеті 4×400 метрів на Континентальному кубку ІААФ (2014).
Срібний призер Панамериканських Ігор у бігу на 100 метрів (2011).
Чемпіон Ігор Співдружності у бігу на 100 метрів (2002).
Багаторазовий чемпіон та рекордсмен країни у спринтерських дисциплінах.
Перший в історії спринтер, який «вибіг» на 100-метрівці з 10 секунд, маючи 40 років (2016; 9,93).